# Mario Lessard
Mario Lessard (né le 25 juin 1954 à East Broughton, dans la province de Québec, au Canada) est un joueur professionnel canadien de hockey sur glace qui évoluait au poste de gardien de but.

## Biographie

### Carrière
Né au Québec, il commence sa carrière en jouant dans la Ligue de hockey junior majeur du Québec avec les Castors de Sherbrooke en 1969. Après une pause d'une saison, il participe aux repêchages des grandes ligues de hockey d'Amérique du Nord au cours de l'été 1974.
Il est choisi au neuvième tour, en 154e position du repêchage amateur de la Ligue nationale de hockey par les Kings de Los Angeles alors que les Nordiques de Québec de l'Association mondiale de hockey le prennent encore plus loin, en 157e choix lors du onzième tour du repêchage.
Il choisit de rejoindre la franchise de la LNH mais est affecté dans l'équipe mineure affiliée, les Gears de Saginaw de la Ligue internationale de hockey. Il y joue pendant trois saisons et il attire l'attention sur lui lors de sa dernière saison, en 1976-1977. Cette année-là, il joue quatre matchs dans la Ligue centrale de hockey mais il est surtout nommé au sein de la première équipe type de la LIH et remporte la Coupe Turner. Les Kings décident de lui donner sa chance pour la saison 1977-1978 avec les Indians de Springfield de la Ligue américaine de hockey. L'essai est concluant puisqu'à la fin de la saison, il est nommé dans la deuxième équipe type de la LAH.
Il commence la saison 1978-1979 dans l'effectif des Kings aux côtés de Ron Grahame. Même si ce dernier a déjà une saison de LNH derrière lui, Lessard joue la majorité des matchs. Il joue avec les Kings jusqu'à la fin de la saison 1983-1984 et est nommé en 1981 dans la deuxième équipe type de la LNH.

## Statistiques
| Saison     | Équipe                    | Ligue      |     | Saison régulière | Saison régulière | Saison régulière | Saison régulière | Saison régulière | Saison régulière | Saison régulière | Saison régulière | Saison régulière | Saison régulière |    | Séries éliminatoires | Séries éliminatoires | Séries éliminatoires | Séries éliminatoires | Séries éliminatoires | Séries éliminatoires | Séries éliminatoires | Séries éliminatoires | Séries éliminatoires |
| Saison     | Équipe                    | Ligue      | PJ  | V                | D                | Pr/N             | Min              | BC               | Moy              | % Arr            | Bl               | Pun              | PJ               | V  | D                    | Min                  | BC                   | Moy                  | % Arr                | Bl                   | Pun                  |                      |                      |
| 1971-1972  | Castors de Sherbrooke     | LHJMQ      | 17  |                  |                  |                  | 1 020            | 72               | 4,24             | 0                | 2                | 0                | 3                | 0  | 2                    | 133                  | 24                   | 10,83                |                      | 0                    | 0                    |                      |                      |
| 1972-1973  | Castors de Sherbrooke     | LHJMQ      | 37  |                  |                  |                  | 2 180            | 161              | 4,43             | 0                | 0                | 2                | 6                |    |                      | 360                  | 24                   | 4                    |                      | 0                    | 0                    |                      |                      |
| 1973-1974  | Castors de Sherbrooke     | LHJMQ      | 36  |                  |                  |                  | 2 140            | 180              | 5,05             | 0                | 0                | 14               | 4                |    |                      | 240                  | 24                   | 6                    |                      | 0                    | 2                    |                      |                      |
| 1974-1975  | Gears de Saginaw          | LIH        | 59  |                  |                  |                  | 3 186            | 171              | 3,22             | 0                | 4                | 0                | 17               | 10 | 7                    | 1 016                | 64                   | 3,78                 |                      | 2                    | 0                    |                      |                      |
| 1975-1976  | Gears de Saginaw          | LIH        | 62  |                  |                  |                  | 3 323            | 187              | 3,38             | 0                | 3                | 4                | 12               | 7  | 5                    | 722                  | 31                   | 2,58                 |                      | 1                    | 4                    |                      |                      |
| 1976-1977  | Texans de Fort Worth      | LCH        | 4   | 1                | 3                | 0                | 192              | 11               | 3,44             | 0                | 0                | 0                | -                | -  | -                    | -                    | -                    | -                    | -                    | -                    | -                    |                      |                      |
| 1976-1977  | Gears de Saginaw          | LIH        | 44  |                  |                  |                  | 2 489            | 144              | 3,47             | 0                | 0                | 4                | 18               | 12 | 6                    | 1 059                | 52                   | 2,95                 |                      | 1                    | 2                    |                      |                      |
| 1977-1978  | Indians de Springfield    | LAH        | 57  | 30               | 19               | 6                | 3 295            | 204              | 3,71             | 0                | 1                | 0                | 4                | 1  | 3                    | 239                  | 10                   | 2,51                 |                      | 1                    | 0                    |                      |                      |
| 1978-1979  | Kings de Los Angeles      | LNH        | 49  | 23               | 15               | 10               | 2 857            | 148              | 3,11             | 89,2             | 4                | 8                | 2                | 0  | 2                    | 126                  | 9                    | 4,28                 | 87,7                 | 0                    |                      |                      |                      |
| 1979-1980  | Kings de Los Angeles      | LNH        | 50  | 18               | 22               | 7                | 2 825            | 185              | 3,93             | 87               | 0                | 6                | 4                | 1  | 2                    | 206                  | 14                   | 4,07                 | 88                   | 0                    | 0                    |                      |                      |
| 1980-1981  | Kings de Los Angeles      | LNH        | 64  | 35               | 18               | 11               | 3 736            | 203              | 3,26             | 89,3             | 2                | 8                | 4                | 1  | 3                    | 219                  | 20                   | 5,48                 | 83,7                 | 0                    | 0                    |                      |                      |
| 1981-1982  | Kings de Los Angeles      | LNH        | 52  | 13               | 28               | 8                | 2 924            | 214              | 4,39             | 85,1             | 2                | 6                | 10               | 4  | 5                    | 580                  | 41                   | 4,24                 | 86,8                 | 0                    | 2                    |                      |                      |
| 1982-1983  | Kings de Los Angeles      | LNH        | 19  | 3                | 10               | 2                | 886              | 68               | 4,6              | 84,3             | 1                | 2                | -                | -  | -                    | -                    | -                    | -                    | -                    | -                    | -                    |                      |                      |
| 1982-1983  | South Stars de Birmingham | LCH        | 8   | 4                | 2                | 0                | 405              | 28               | 4,15             | 0                | 0                | 0                | 11               | 6  | 3                    | 637                  | 35                   | 3,3                  |                      | 0                    | 0                    |                      |                      |
| 1983-1984  | Kings de Los Angeles      | LNH        | 6   | 0                | 4                | 1                | 265              | 26               | 5,88             | 83,5             | 0                | 0                | -                | -  | -                    | -                    | -                    | -                    | -                    | -                    | -                    |                      |                      |
| 1983-1984  | Nighthawks de New Haven   | LAH        | 5   | 1                | 3                | 1                | 281              | 27               | 5,77             | 0                | 0                | 0                | -                | -  | -                    | -                    | -                    | -                    | -                    | -                    | -                    |                      |                      |
| Totaux LNH | Totaux LNH                | Totaux LNH | 240 | 92               | 97               | 39               | 13 493           | 844              | 3,75             | 0                | 9                |                  | 20               | 6  | 12                   | 1 131                | 84                   | 4,45                 |                      | 0                    | 2                    |                      |                      |

### Récompenses
- Ligue internationale de hockey
  - Sélectionné au sein de la première équipe type - 1977
  - Vainqueur de la Coupe Turner - 1977
- Ligue américaine de hockey
  - Sélectionné dans la deuxième équipe type - 1978
- Ligue nationale de hockey
  - Sélectionné au sein de la deuxième équipe type - 1981
- Kings de Los Angeles
  - Recrue de la saison - 1978-1979
  - Plus grand nombre de victoires sur une saison pour un gardien - 1980-1981
- Autres
  - La patinoire de sa ville natale (East Broughton) a été nommé en son honneur[5].